# Saint-Nabor
Saint-Nabor (en alsacià Sant Nawer) és un municipi francès, situat a la regió del Gran Est, al departament del Baix Rin. L'any 1999 tenia 479 habitants. Limita amb Ottrott, Barr, Bernardswiller i Obernai.
Forma part del cantó de Molsheim, del districte de Molsheim i de la Comunitat de comunes de les Portes de Rosheim.

## Demografia
| 1962 | 1968 | 1975 | 1982 | 1990 | 1999 |
| ---- | ---- | ---- | ---- | ---- | ---- |
| 215  | 246  | 235  | 351  | 434  | 479  |

## Administració
| Període   | Identitat           | Partit |
| --------- | ------------------- | ------ |
| 1989-1995 | Joseph Spielmann    |        |
| 1995-     | Nicole Rakotomalala |        |